# Wallfahrtskirche Höchstberg

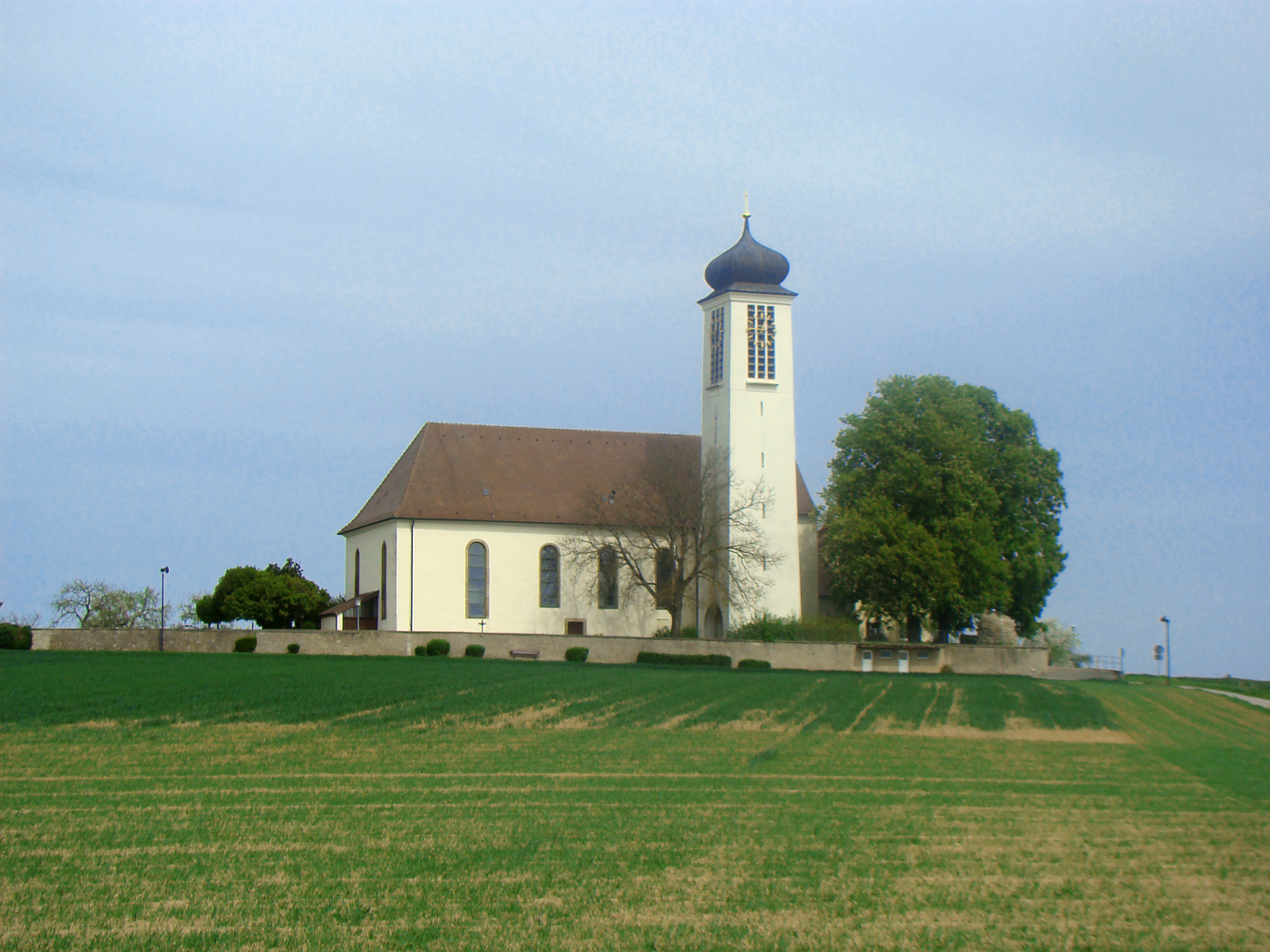
Wallfahrtskirche in Höchstberg

Die katholische Wallfahrtskirche Unserer lieben Frau im Nussbaum  in Höchstberg bei Gundelsheim geht auf eine erstmals 1328 erwähnte Gnadenkapelle zurück, war bereits im späten Mittelalter ein beliebtes Wallfahrtsziel und wurde mehrfach umgebaut. Die Kirche wurde im Zweiten Weltkrieg zerstört und erhielt ihre heutige Gestalt durch den Wiederaufbau in den Jahren 1946 bis 1958. Noch heute ist die Kirche ein beliebtes Wallfahrtsziel.
Die Wallfahrtskirche gehört zur Seelsorgeeinheit Krumme Ebene – Gundelsheim im Dekanat Heilbronn-Neckarsulm der Diözese Rottenburg-Stuttgart.

## Geschichte

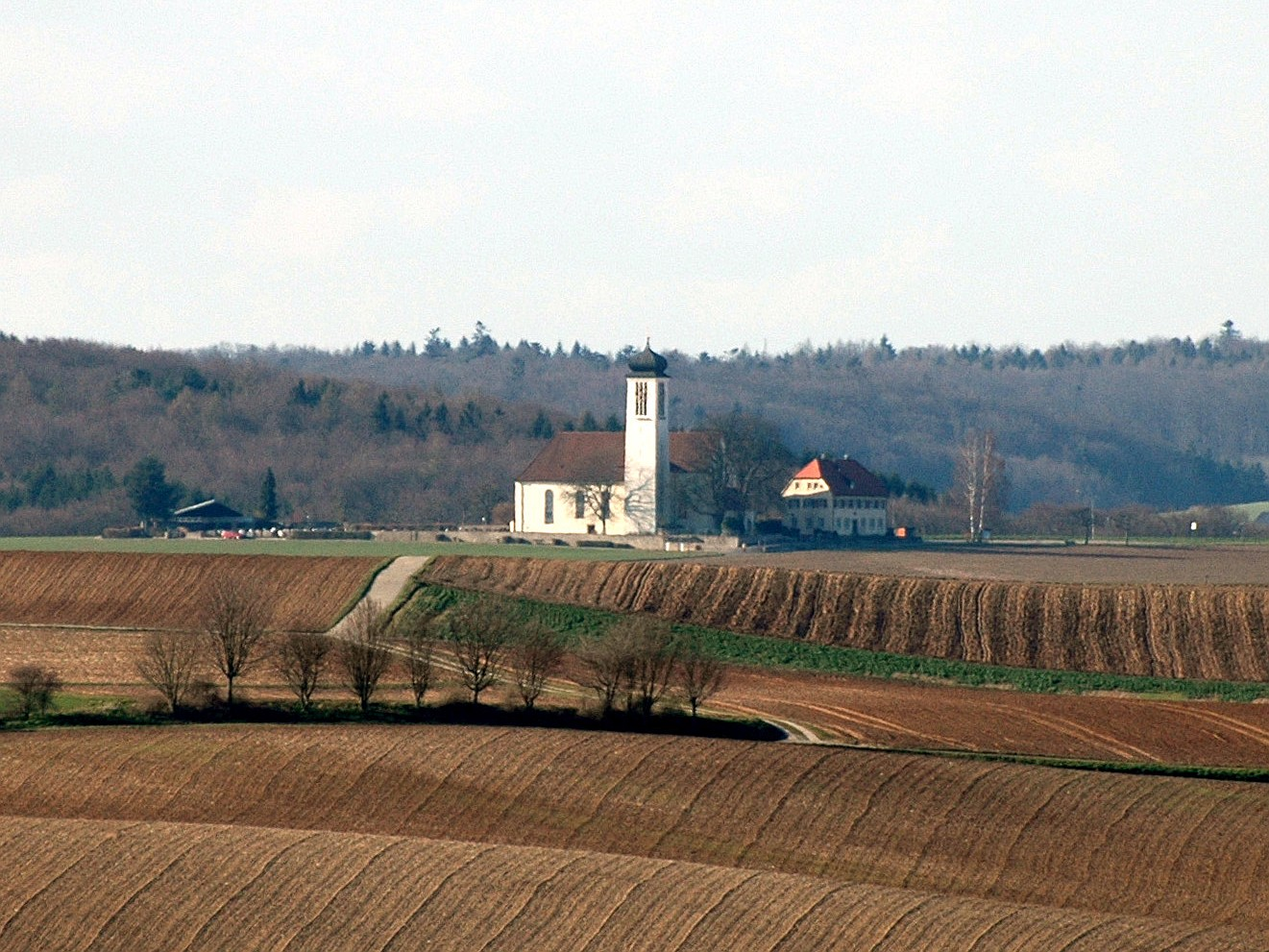
Ansicht vom Neuberg in Oedheim (März 2008)

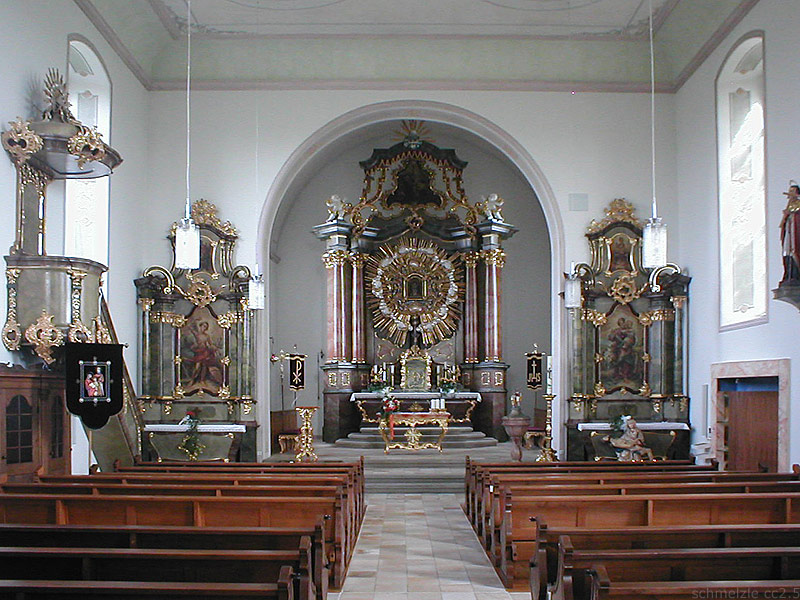
Hochaltar und Seitenaltäre

Die Kirche in Höchstberg wurde erstmals 1328 in einer Bulle des Papstes Johannes XXII. als Kapelle erwähnt. Dem Inhalt der Mitteilung zufolge muss bereits damals die Wallfahrt nach Höchstberg etabliert gewesen sein; eine erste Gnadenkapelle wurde vermutlich um 1300 errichtet. Als Erbauer wird Johann von Wittstatt genannt, ein Hagenbacher Ortsadliger, dessen Epitaph sich vor der Zerstörung 1945 noch in der Kirche befunden hat. Das Patronat lag zunächst bei den Herren von Weinsberg im Auftrag des Bistums Würzburg, 1371 ging es auf die Herren zu Nussbaum im nahen Kloster auf dem Ilgenberg über. Zu Beginn des 16. Jahrhunderts ging das Patronat auf den Herzog von Württemberg über, ab 1585 auf den Deutschen Orden, der bereits seit 1396 den Ort Höchstberg besaß und eine wöchentliche Messe lesen ließ. Die Kapelle wurde vermutlich im Dreißigjährigen Krieg beschädigt, wurde jedoch unter dem Deutschen Orden danach wiederhergestellt.
Gegen Ende des 17. Jahrhunderts war der Bau einer Kirche in Höchstberg geplant. Einer Überlieferung zufolge ist jedoch einem Schäfer nahe der Gnadenkapelle Maria mit dem Jesuskind in einem Nussbaum erschienen, was dazu geführt haben soll, dass man sich für die Erweiterung der Kapelle anstelle des Baus einer Kirche im Ort entschieden hat. 1698 wurde schließlich der Erweiterungsbau westlich der alten Kapelle, die seitdem als Sakristei dient, vollendet. Dieser Bau besaß einen viereckigen Glockenturm über dem Chor. Die Weihe der Kirche erfolgte am 16. Mai 1700. Im Jahr 1713 wurde Höchstberg zur Pfarrei erhoben, das benachbarte Pfarrhaus wurde 1758 vollendet. Im 18. Jahrhundert wurde die Kirche regelmäßig von rund 1000 Wallfahrern besucht. Um das Jahr 1900 wurde die Kirche gründlich renoviert.
Die Kirche und das Pfarrhaus gerieten am 2. April 1945 durch Artilleriebeschuss in Brand und brannten bis auf die Grundmauern nieder. Die Bürgerschaft hat das Kirchenschiff und das Pfarrhaus von 1946 bis 1948 wieder rekonstruiert, wobei das Kirchengebäude um sieben Meter nach Westen verlängert wurde, jedoch zunächst ohne Turm blieb. Bis 1954 wurde die Ausstattung mit Hauptaltar und Seitenaltären beschafft, 1958 wurde der südöstlich gelegene Turm der Kirche erbaut. Der unter einfachen Verhältnissen in den Nachkriegsjahren erfolgte Wiederaufbau des Kirchenschiffs wies einige Baumängel auf, weswegen die Kirche bereits 1964 und 1968 renoviert werden musste. Es bestanden jedoch weiterhin statische Mängel im Chorgewölbe, die noch von der Beschädigung im Zweiten Weltkrieg herrührten und 1981 bis 1986 bei einer weiteren umfangreichen Sanierung behoben wurden. 2006 wurde die Kirche innen abermals renoviert.

## Beschreibung

### Gebäude

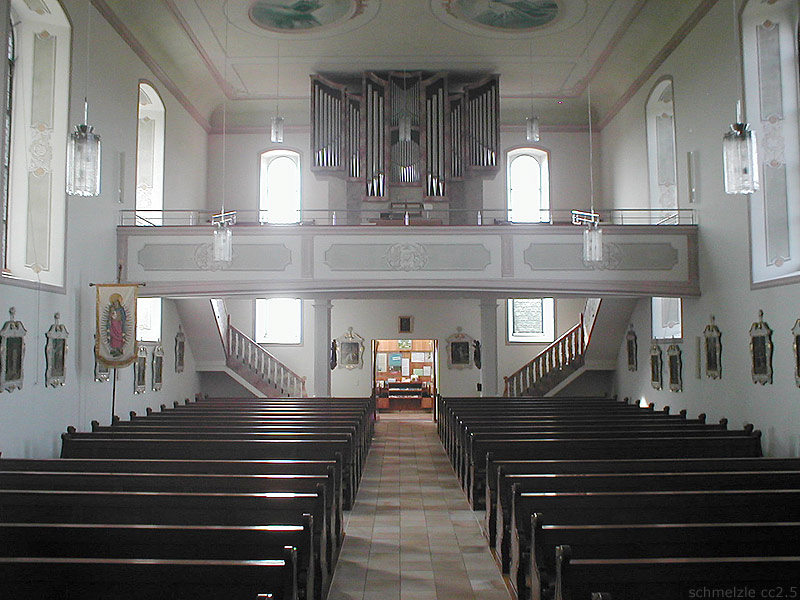
Blick zur Orgel-Empore

Die Wallfahrtskirche Höchstberg ist ein einschiffiger ostwärts ausgerichteter Hallenbau, an dessen Chor sich östlich die ehemalige ältere und kleinere Gnadenkapelle anschließt, die als Sakristei genutzt wird. Das Hauptportal befindet sich an der Westseite und führt in einen Vorraum, von dem aus man das Kirchenschiff in der Mitte der westlichen Wand betritt. Im östlichen Chor befindet sich der barock anmutende Hauptaltar, der an den zum Chor führenden Wänden von zwei stilistisch ähnlichen Seitenaltären flankiert wird.
An der westlichen Innenwand befindet sich eine geräumige Empore mit einer zweimanualigen Orgel mit 17 Registern. Sie wurde 1975 von Reiser Orgelbau erbaut und 2007 von der Werkstatt Rensch Orgelbau restauriert.

### Altäre

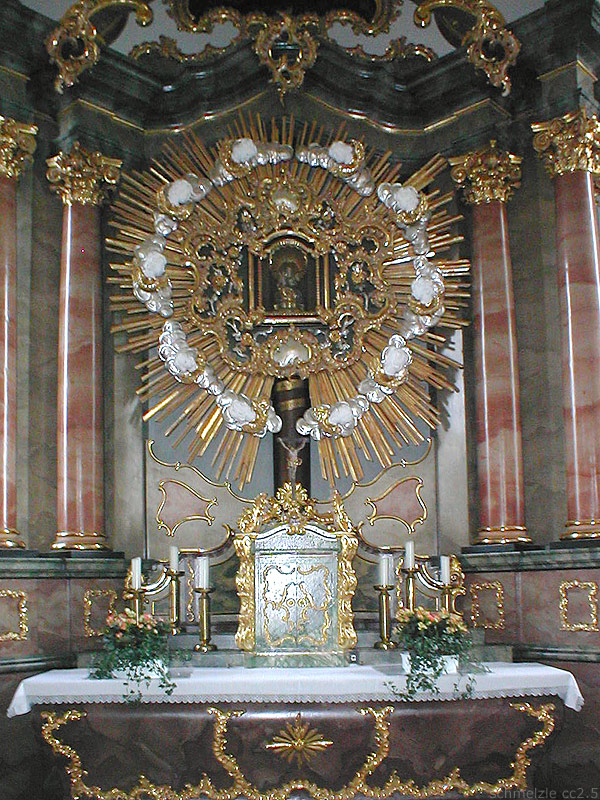
Detail vom Hochaltar

Der barock anmutende Hochaltar zeigt Maria mit dem Jesuskind, eingelassen in den Stamm eines Nussbaums, umrahmt von einem goldenen Strahlenkranz mit Wolken und Engeln, der von einer bildlichen Darstellung der Heimsuchung Mariä sowie vom Heiligen Geist in Gestalt einer Taube im Strahlenkranz einer Wolke bekrönt wird.
Der linke Seitenaltar ist Sebastian und Martin von Tours geweiht und zeigt beide Heilige: oben Martin beim Teilen seines Mantels, darunter größer das Martyrium des Sebastian. Der rechte Seitenaltar ist Josef und Veit geweiht und zeigt oben klein das Martyrium des Veit und darunter größer Josef mit dem Jesuskind.
Die Kanzel links vom Chor ist entsprechend barock ausgestaltet.

### Sonstiges
Die Deckengemälde des Kirchenschiffes symbolisieren Anrufungen der Gottesmutter aus der Lauretanischen Litanei: „Du Geistliche Rose“, „Du Morgenstern“, „Du Pforte des Himmels“ und „Du Goldenes Haus“. Die Wände der Kirche zieren Kreuzwegdarstellungen sowie verschiedene Heiligenfiguren, u. a. eine Maria Immaculata, der Hl. Antonius mit Jesuskind und Weltkugel, der Hl. Franziskus mit Tauben, der Hl. Nepomuk über dem Beichtstuhl und die Hl. Katharina von Siena. Die Kirchenfenster sind mit farbloser Rundbleiverglasung versehen.
An der Kirche befinden sich mehrere historische Epitaphe, auf dem Kirchhof steht außerdem eine Christusgrotte von 1910.

## Nachweise
1. ↑  Orgel Databank: Höchstberg (Gundelsheim), - Katholische Wallfahrtskirche „Unserer lieben Frau vom Nußbaum“

Koordinaten: 49° 16′ 52,6″ N, 9° 13′ 7,2″ O